# Freiherrlich Carl von Rothschild’sche öffentliche Bibliothek
Die Freiherrlich Carl von Rothschild’sche öffentliche Bibliothek, ab 1935 Bibliothek für neuere Sprachen und Musik, war eine Bibliothek in Frankfurt am Main, die 1887 von Hannah Luise von Rothschild gegründet wurde. Nach dem Zweiten Weltkrieg wurde ihr Bestand der Stadt- und Universitätsbibliothek Frankfurt zugeführt.

## Geschichte

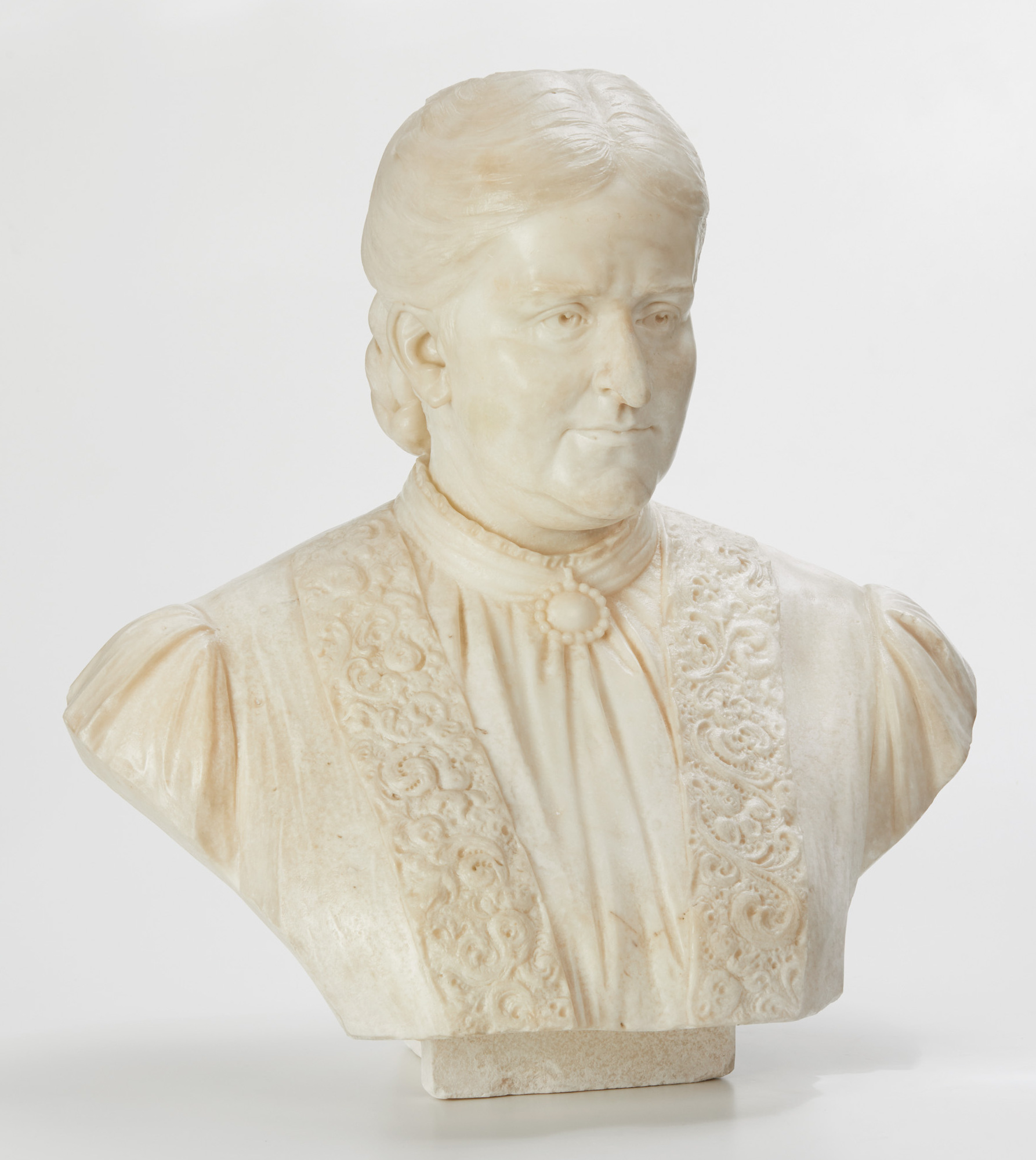
Marmorbüste der Stifterin Hannah Louise von Rothschild, die nach deren Tod von dem Bildhauer Gustav Martin Herold (1839–1927) angefertigt worden war. Die Büste befindet sich im Frankfurter Jüdischen Museum.

Die Bibliothek wurde 1887 von Hannah Luise von Rothschild gegründet. Der Name verweist auf ihren Vater Mayer Carl von Rothschild, der 1886 verstorben war.
Die Bibliothek wurde am 3. Januar 1888 eingeweiht. Die Bibliothek wurde nach englischem Vorbild als Volksbibliothek gegründet. Sie sollte kostenfrei für alle Personen zugänglich sein. Die Bibliothek sollte akademisch ungebildete Personen ansprechen, aber auch der wissenschaftlichen Belehrung dienen.

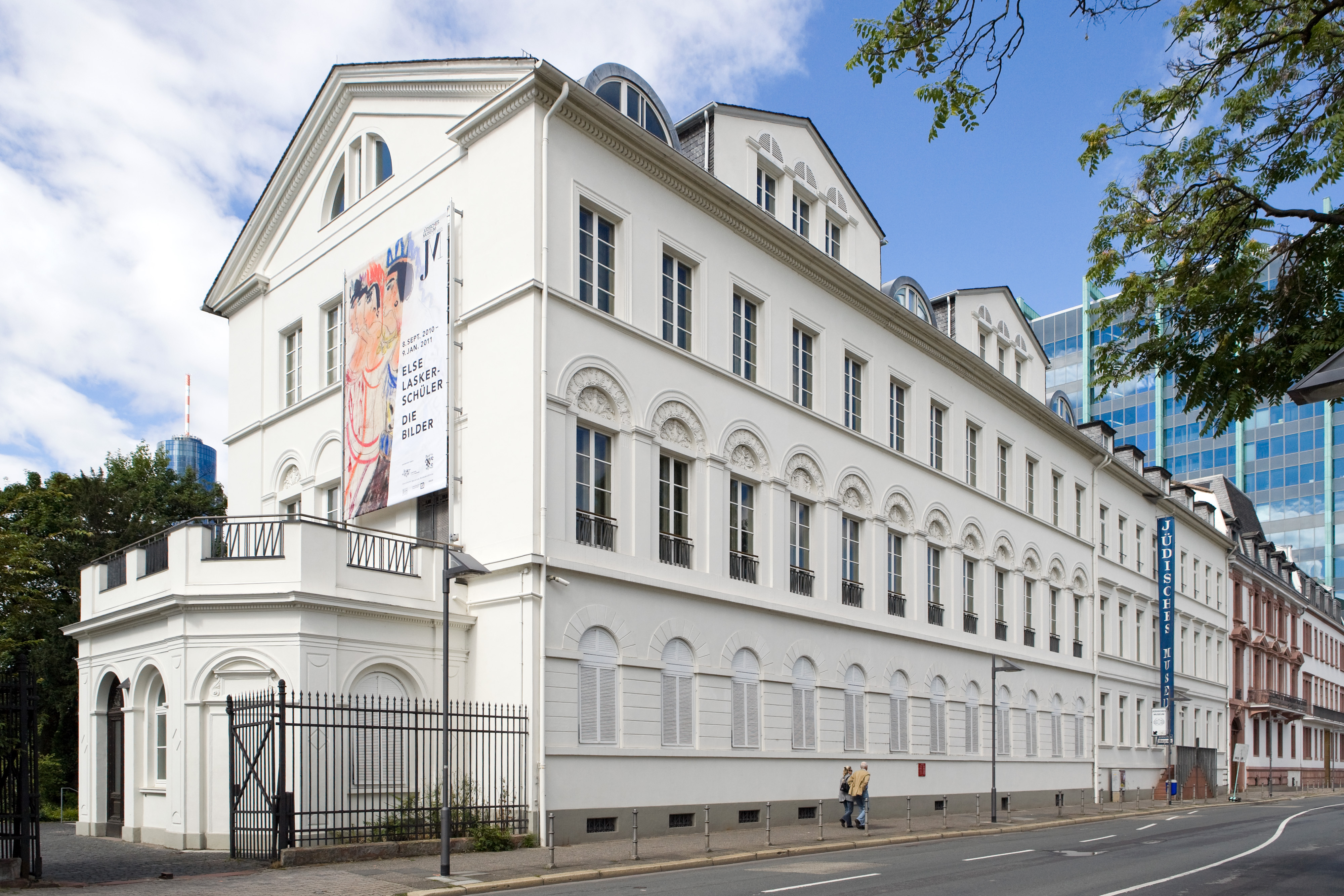
Zweites Gebäude der Bibliothek

Anfangs leitete Hannah Luise von Rothschild die Bibliothek mit dem Bibliothekar Christian Wilhelm Berghoeffer. Von Rothschild trug bis zu ihrem Tod mit 41 Jahren im Jahr 1892 alle Kosten. Ihre Mutter Louise von Rothschild und ihre Schwestern spendeten der Bibliothek daraufhin das erste Gebäude in der Bethmannstraße sowie 1.000.000 Mark. Nach dem Tod von Louise von Rothschild 1895 übertrugen die mittlerweile im Ausland lebenden Schwestern das Familienhaus am Untermainkai 15 der Bibliothek und bauten dieses den Anforderungen entsprechend aus. 1905 wurde das Nachbargebäude gekauft und damit die Bibliothek erweitert.
Nachdem die Bibliothek ihr Vermögen in der Deutschen Inflation von 1914 bis 1923 verloren hatte, übernahm die Stadt Frankfurt die Bibliothek. Diese hatte bereits seit 1902 den Erwerbungsetat mit städtischen Mitteln subventioniert und dann 1928 auch vollständig die Verwaltung als Abteilung der „Gesamtverwaltung der Frankfurter Bibliotheken“ übernommen.  Erster städtischer Leiter wurde 1928 der überzeugte Nationalsozialist Joachim Kirchner. Nach dessen Wechsel an die Universitätsbibliothek München, folgte von 1941 bis 1945 Friedrich Knorr als Direktor. Dieser war in seiner Amtszeit in erster Linie für die Auslagerung der Frankfurter Bibliotheksbestände nach Oberfranken verantwortlich; der Bestand der Rothschild'schen Bibliothek hat den Krieg unbeschadet überstanden.
Ab 1933 wurden „undeutsche Schriften“ nur noch mit Nachweis eines wissenschaftlichen Zweckes verliehen. Am 30. Dezember 1933 nahm die Bibliothek den Namen „Bibliothek für neuere Sprachen und Musik (Freiherrlich Carl von Rothschildsche Bibliothek)“ an. Ab November 1935 hieß sie nur noch „Bibliothek für neuere Sprachen und Musik“. Alle Hinweise auf die Familie Rothschild wurden entfernt.
Nach der Neustrukturierung der Bibliotheken in Frankfurt im Oktober 1945 entfiel die Eigenständigkeit der Bibliothek. Der Bestand wurde in die Stadt- und Universitätsbibliothek eingegliedert, die seit 2005 als Universitätsbibliothek Johann Christian Senckenberg firmiert.

## Bestand

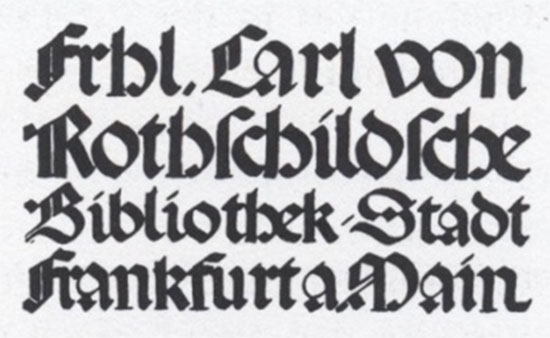
Exlibris der Bibliothek 1928

Bei ihrer Gründung hatte die Bibliothek einen Bestand von 3500 Bänden, darunter Jugendbücher. 1892 hatte sie schon einen Bestand von 13.000 Titeln. Rund ein Drittel dieser Titel waren der Bibliothek durch Spenden übertragen worden. 1915 hatte die Bibliothek einen Bestand von 75.000 Bänden, um 1930 von 96.000 Bänden. Die Bände deckten die Themen Kunstwissenschaft, Archäologie, Musikwissenschaft, Philosophie, Volkskunde sowie Vergleichende Sprachwissenschaft ab. Außerdem wurden Zeitungsartikel zur Familie Rothschild und der Bibliothek gesammelt.

## Benutzung

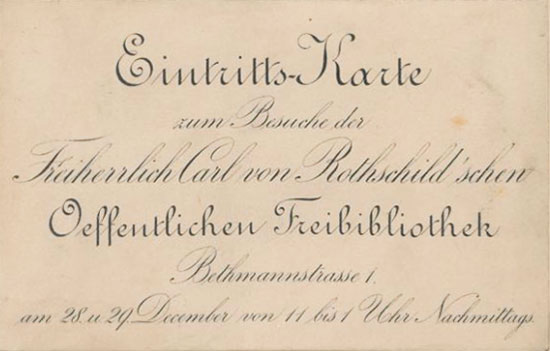
Eintrittskarte in die Bibliothek

Die langen Öffnungszeiten an sieben Tagen in der Woche und die geringe Gebühr, für die Bücher auch nach Hause geliefert und wieder abgeholt werden konnten, wirkte sich positiv auf die Anzahl und Art der Benutzer aus. 1894 gab es im Durchschnitt 93 am Tag. Unter den Besuchern waren 40 % Handwerker und Kaufleute, eine große Zahl war weiblich.